# Saint-Basile, Ardèche
Saint-Basile är en kommun i departementet Ardèche i regionen Auvergne-Rhône-Alpes i sydöstra Frankrike. Kommunen ligger  i kantonen Lamastre som ligger i arrondissementet Tournon-sur-Rhône. År 2022 hade Saint-Basile 351 invånare.

## Befolkningsutveckling
Antalet invånare i kommunen Saint-Basile
Referens: INSEE

## Galleri

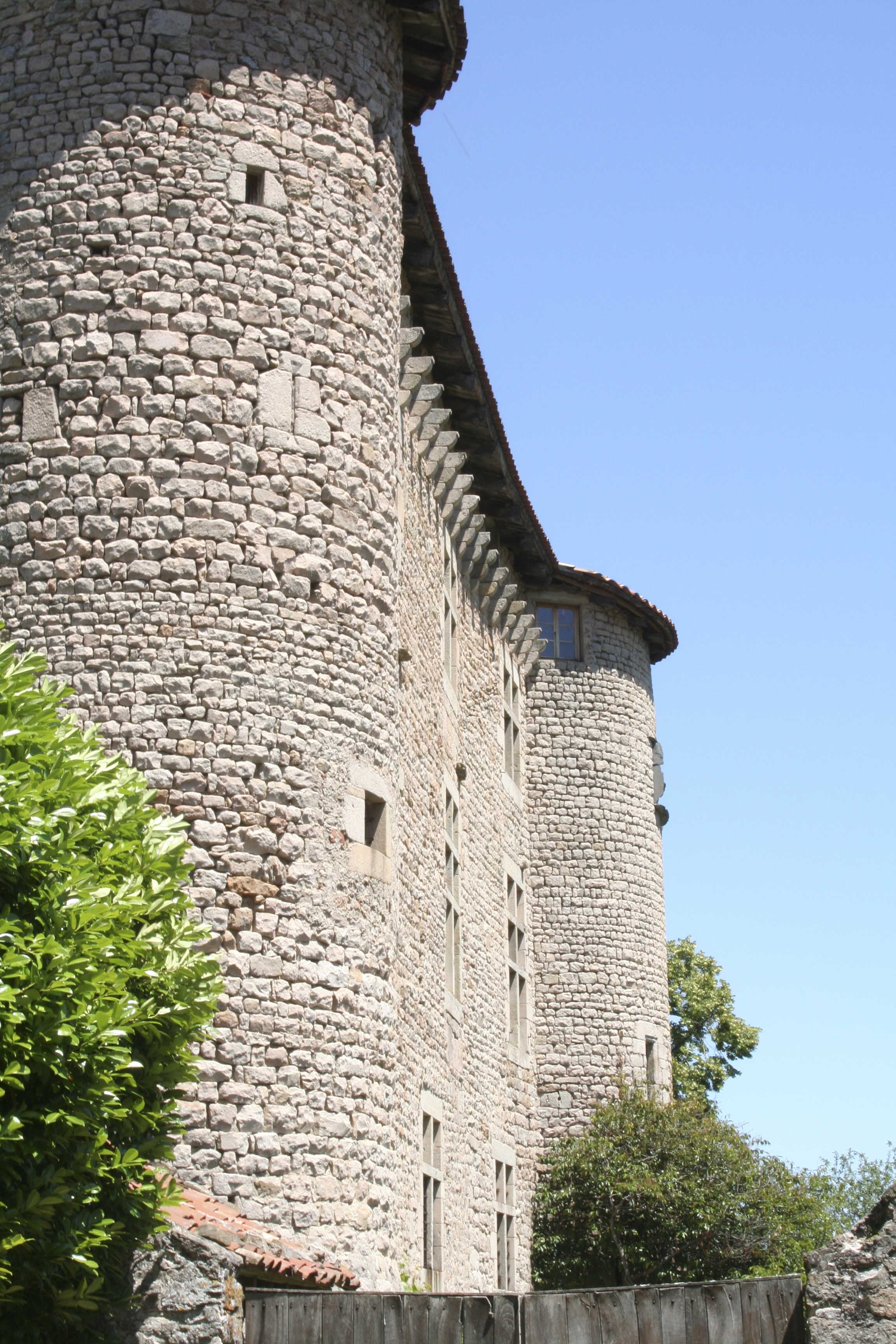
Château de Maisonseule
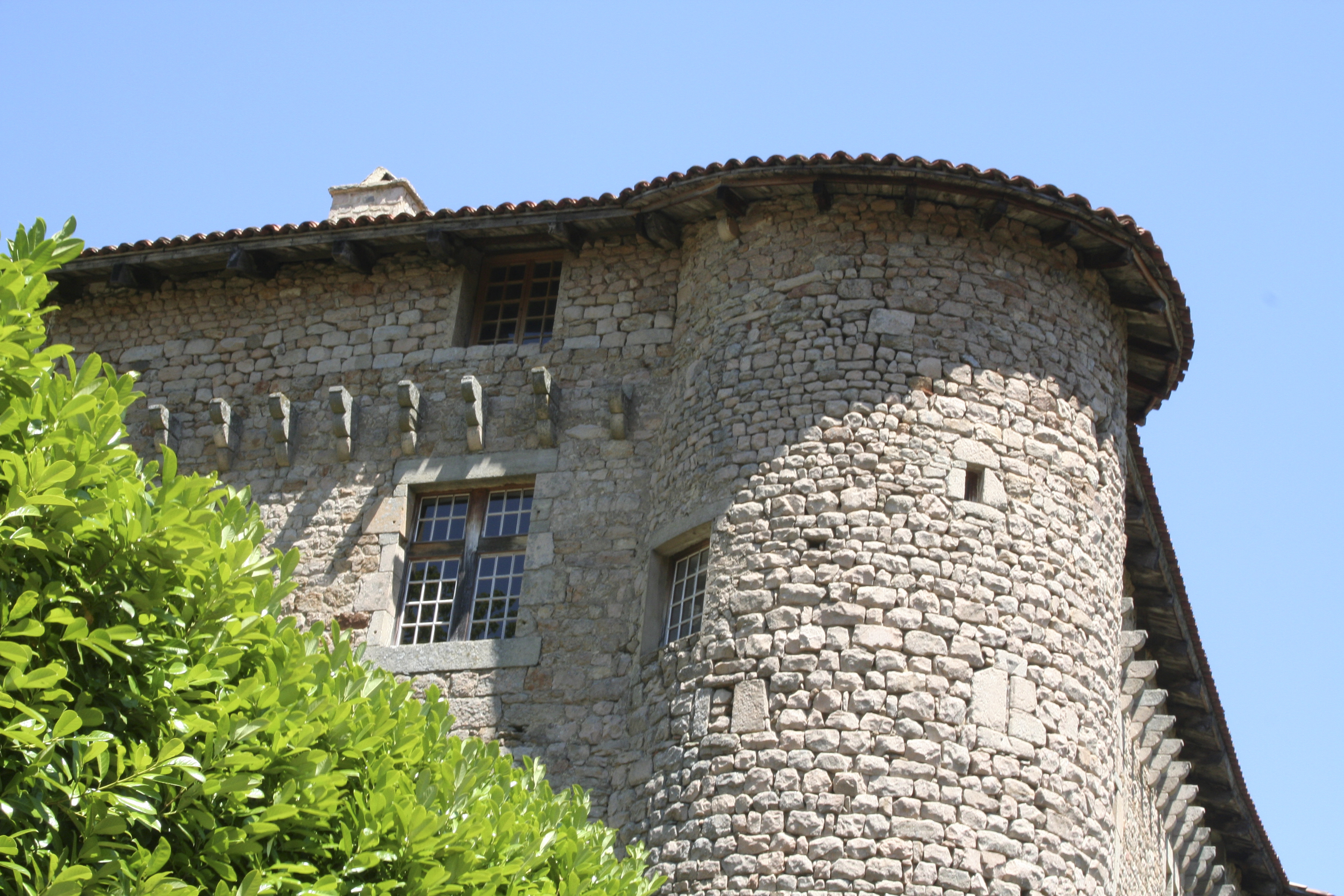
Château de Maisonseule
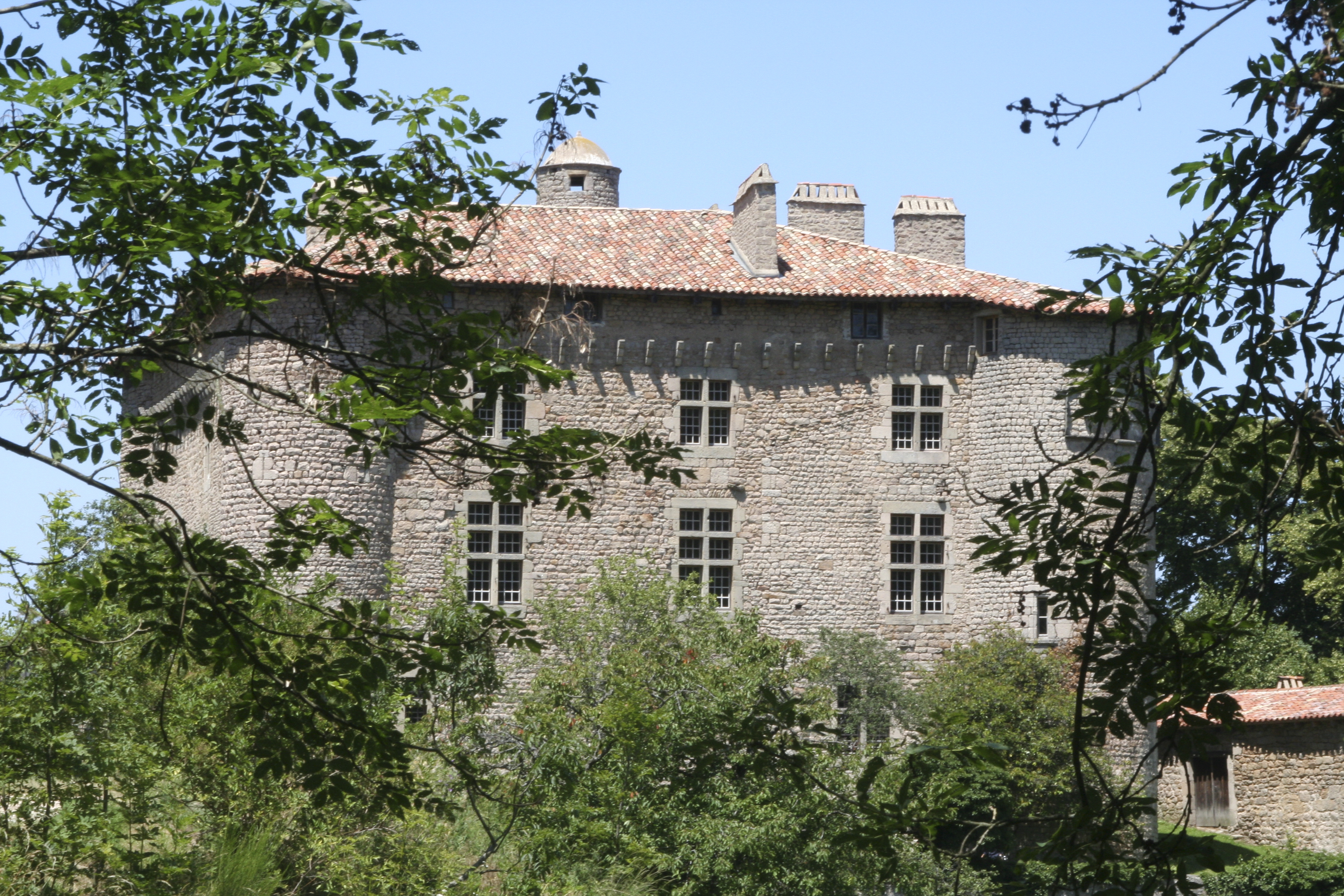
Château de Maisonseule